# LU-P-4708
La carretera LU-P-4708 es una carretera de la red secundaria de Galicia que pertenece a la Diputación de Lugo. Une la carretera LU-652 con Eixón y la carretera LU-P-4703, en el municipio de Puebla del Brollón, en la provincia de Lugo, y tiene una longitud de 3,8 km.

## Trazado
La carretera parte de la carretera LU-652, en el municipio de Puebla del Brollón, y vertebra la parroquia de Eixón. Cruza los lugares de O Porto, Vila y Barrio de Arriba, y cuenta con desvíos a Lama, Alende y Nogueira. Finaliza en la carretera LU-P-4703, entre las parroquias de Piño y Santalla de Rey.